# Europa Astrobiology Lander
Europa Astrobiology Lander (EAL) är en rymdsond som planeras att undersöka Jupiters måne Europas grundläggande astrobiologi och geologi. Denna rymdsond är bara ett koncept. Om rymdsonden bli verklig så blir det tidigaste uppskjutningsdatumet år 2035.